# Xi (Chin)

Xi est une œuvre pour ensemble et électronique d'Unsuk Chin, composée en 1998.

## Histoire
Il s'agit d'une commande de l'Ensemble InterContemporain. Le titre est un mot coréen, Xi, qui signifie « noyau », « origine », ou encore « plus petite particule ».
Xi est créé à la Cité de la musique de Paris, le 24 février 1999 par l'Ensemble InterContemporain sous la direction de David Robertson. Cette interprétation a été enregistrée et publiée par Kairos puis Deutsche Grammophon.
La partition est publiée par Boosey & Hawkes.
Xi a reçu le prix de musique électroacoustique de Bourges.

## Analyse
Le titre donne une idée du but poursuivi par l'œuvre : transformer des cellules sonores génératrices, et modifier des grains prélevés sur les sons enregistrés. Le recours à un dispositif électronique permet de générer de nouvelles structures en pulsation et de travailler la plasticité sonore et les nuances de couleurs polychromes.
Les cinq sections de l'œuvre se suivent sans interruption, avec des jeux sur les micro-intervalles, sur les couches harmoniques et un effet de cycle.